# Smluvní služebník
Smluvní služebník (anglicky Indentured servant, česky také smluvní sluha) je označení lidí, kteří se smluvně zavázali pracovat předem stanovený čas (typicky tři až sedm let) výměnou za dopravu, jídlo, ubytování, oděv a další nezbytnosti.
Nejčastěji se používá v souvislosti s lidmi, kteří chtěli v sedmnáctém a osmnáctém století vycestovat do Nového světa, ale nedokázali získat prostředky na cestu jiným způsobem; koncept ovšem fungoval a funguje i v jiných situacích. V praxi se režimy v různých dobách lišily a zatímco někdy se jednalo víceméně o námezdní otroctví, jindy by bylo možné vztah zaměstnance a podřízeného popsat spíše jako vztah učedníka a mistra.
V naprosté většině případů se tím ovšem myslí situace, kdy se člověk smluvním služebníkem stával dobrovolně.

## Severní Amerika
V počátcích kolonizace Severní Ameriky se významná část osadníků, zejména těch směřujících do Třinácti kolonií, dostala z Evropy právě podepsáním závazku smluvního služebníka. Například z anglických imigrantů v sedmnáctém století byly skoro dvě třetiny tvořeny smluvními služebníky.[zdroj?]
Závazek smluvního služebníka na sebe lidé brali ještě v Evropě, ale jejich předání konkrétnímu zaměstnavateli se uskutečnilo až po příjezdu do Ameriky. Zde byli smluvní služebníci (respektive jejich závazky) prodáváni podobným způsobem jako otroci. Rovněž se podobně jako otroci nesměli smluvní služebníci bez povolení ženit, mohli být biti a plnění jejich závazku bylo vymahatelné (a také bylo vymáháno) soudy. Ovšem na rozdíl od otroků měl jejich status omezenou délku trvání – pokud se jim podařilo přežít a odsloužit smluvený počet let, byli propuštěni a na cestu do svobodné společnosti dokonce získali základní prostředky (obvykle nové oblečení, nářadí své profese nebo peníze).